# 貝爾格拉諾將軍縣 (拉里奧哈省)

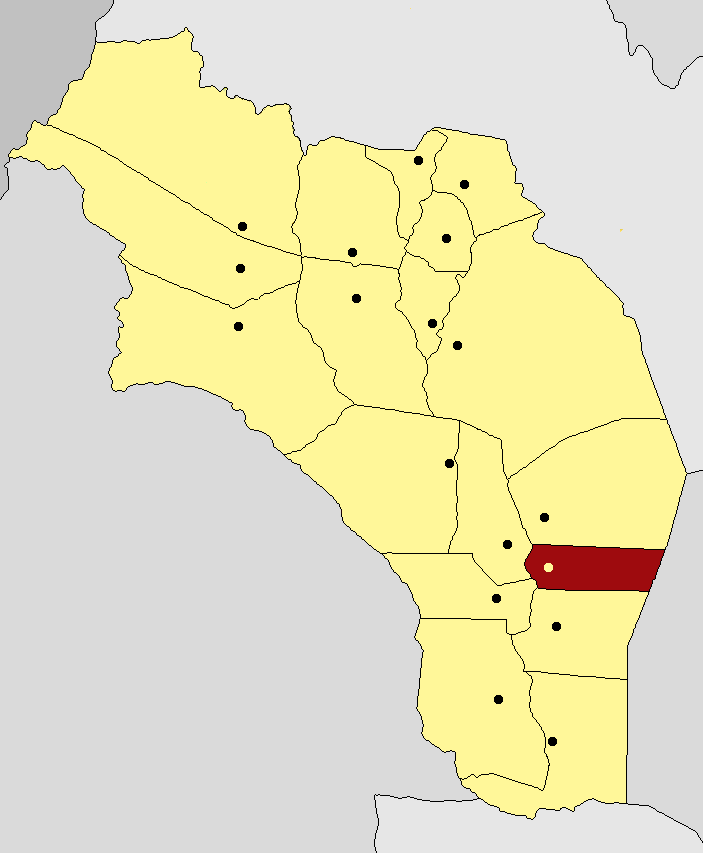

30°37′50″S 66°16′3″W / 30.63056°S 66.26750°W
貝爾格拉諾將軍縣（西班牙語：Departamento General Belgrano），是阿根廷的縣份，位於該國西部拉里奧哈省，首府設於奧爾塔，面積2,556平方公里，該地區的地震活動頻繁和低強度，2010年人口7,370，人口密度每平方公里2.88人。